# Dypterygia multistriata
Dypterygia multistriata là một loài bướm đêm trong họ Noctuidae.